# مقاومت به آفت‌کش

کاربرد آفت‌کش می‌تواند به طور مصنوعی آفات مقاوم را انتخاب کند. در این نمودار، اتفاقاً نسل اول دارای حشره‌ای با مقاومت بالا در برابر آفت‌کش است (قرمز) پس از کاربرد آفت‌کش، فرزندان آن نسبت بیشتری از جمعیت را نشان می‌دهند، زیرا آفات حساس (سفیدرنگ) به طور انتخابی کشته شده‌اند. پس از کاربردهای مکرر، آفات مقاوم ممکن است اکثریت جمعیت را تشکیل دهند.

مقاومت به آفت‌کش‌ها (به انگلیسی: Pesticide resistance) کاهش حساسیت جمعیت آفت به آفت‌کشی را توصیف می‌کند که در گذشته در کنترل آفت مؤثر بوده است. گونه‌های آفت از طریق انتخاب طبیعی مقاومت به آفت‌کش‌ها را تکامل می‌دهند: مقاوم‌ترین نمونه‌ها زنده می‌مانند و ویژگی‌های تغییرات ارثی اکتسابی خود را به فرزندان خود منتقل می‌کنند. اگر یک آفت مقاومت داشته باشد، کارایی آفت‌کش را کاهش می‌دهد – اثربخشی و مقاومت رابطه معکوس دارند.